# グルホフ公
グルホフ公（ロシア語: князь глуховский）はグルホフ公国の君主の称号である（「公」はクニャージからの訳出による）。君主号・公国の名は、その首都だったグルホフ（現フルーヒウ）による。

## グルホフ公の一覧
- セミョーン・ミハイロヴィチ（1246年 - ?）
- ミハイル・セミョーノヴィチ(13世紀後半)
- セミョーン・ミハイロヴィチ(? - ?)
- イヴァン・セミョーノヴィチ(? - ?)
- ロマン・セミョーノヴィチ(ru)(? - 1369年[1])

1369年、グルホフ公国は首都をノヴォシリに移し、公位消滅。